# Водокористувач
Водокористувач — особа або організація, які використовують воду у системі водопостачання. Водокористувачами в Україні можуть бути підприємства, установи, організації і громадяни України, а також іноземні юридичні і фізичні особи та особи без громадянства, які здійснюють забір води з водних об'єктів, скидають в них зворотні води або користуються водними об'єктами.
Водокористувачі — підприємства, установи та організації незалежно від форми власності, їх філії, відділення, інші відокремлені підрозділи, а також громадяни — суб'єкти підприємницької діяльності, які використовують водні ресурси та користуються водами для потреб гідроенергетики і водного транспорту.
Водокористувачі можуть бути первинними і вторинними.

## Первинні водокористувачі
Перви́нні водокористувачі — водокористувачі, які мають власні водозабірні споруди і відповідне обладнання для забору води.
Первинний водокористувач може бути колективний або індивідуальний.

## Вторинні водокористувачі
Вторинні водокористувачі (абоненти) — водокористувачі, які не мають власних водозабірних споруд і отримують воду з водозабірних споруд первинних водокористувачів та скидають стічні води в їхні системи на умовах, що встановлюються між ними, та за погодженням з органом, який видав дозвіл первинному водокористувачу або на підставі дозволів на спеціальне водокористування.